# (10632) 1998 CV1
(10632) 1998 CV1 est un objet de la ceinture principale d'astéroïdes extérieure de 19,703 km de diamètre découvert en 1998.

## Description
(10632) 1998 CV1 a été découvert le 1er février 1998 à la station de Xinglong, dans la province chinoise d'Hebei (Chine), par le Beijing Schmidt CCD Asteroid Program.

### Caractéristiques orbitales
L'orbite de cet astéroïde est caractérisée par un demi-grand axe de 3,93 ua, un périhélie de 3,13 ua, une excentricité de 0,20 et une inclinaison de 8,40° par rapport à l'écliptique. Du fait de ces caractéristiques, à savoir un demi-grand axe entre 3,2 et 4,6 ua, il est classé, selon la JPL Small-Body Database, comme objet de la ceinture principale d'astéroïdes extérieure.

### Caractéristiques physiques
(10632) 1998 CV1 a une magnitude absolue (H) de 12,2 et un albédo estimé à 0,060, ce qui permet de calculer un diamètre de 19,703 km. Ces résultats ont été obtenus grâce aux observations du Wide-Field Infrared Survey Explorer (WISE), un télescope spatial américain mis en orbite en 2009 et observant l'ensemble du ciel dans l'infrarouge, et publiés en 2012 dans un article regroupant les caractéristiques de 1 023 astéroïdes du groupe de Hilda.